# Шэнь Чжоу
Шэнь Чжоу (кит. 沈周, пиньинь Shěn Zhōu; 1427—1509) — китайский художник, основатель школы У.

## Биография
Шэнь Чжоу родился в богатой семье потомственных учёных в уезде Чанчжоу Сучжоуской управы провинции Наньчжили, и получил хорошее образование. Его учителя — Чэнь Куань, Лю Цзюэ и Чжао Тунлу — все были известными сучжоускими учёными и людьми весьма сведущими в живописи. Семейство приобрело богатство в конце династии Юань — дед Шэня по отцовской линии стал тогда богатым землевладельцем. С приходом династии Мин благосостояние семьи ещё более увеличилось, так как отец Чжоу, Шэнь Хэн (1407—1477) был назначен главным сборщиком налогов. Это был просвещённый чиновник, на досуге занимавшийся живописью, впрочем, так же как и его брат, Шэнь Чжэнь (1400-1482).
Получив хорошее образование, Шэнь Чжоу не стал пополнять класс чиновников и занимать какую-либо государственную должность, несмотря на последовавшее предложение. История сохранила этому несколько объяснений. По одной версии, его дед Шэнь Чэн (1376—1463) установил семейный кодекс чести, который ограждал его от пути, коим следовало большинство учёных — стремиться занять правительственный пост. Семья была достаточно богатой для того, чтобы у детей не было нужды зарабатывать деньги каким-либо образом. Согласно другой версии, после того, как Шэнь Чжоу было предложено место в правительстве, он изысканным образом уклонился занять его, сославшись на необходимость ухода за больной матерью — в системе конфуцианских ценностей сыновья почтительность была одной из главных добродетелей, и его поступок не могли не оценить просвещённые чиновники. Ещё одна версия утверждает, что Шэнь Чжоу просто погадал по Книге Перемен, и получил отрицательный ответ. Так или иначе, но он остался дома, читая книги в добротной домашней библиотеке и наслаждаясь картинами из богатой домашней коллекции.
Шэнь Чжоу предпочитал держаться подальше от мирской суеты, он посвящал своё время путешествиям, сочинению стихов, каллиграфии и живописи. Его простые, не сентиментальные поэмы были напрочь лишены каких-либо пылких излияний, в них Шэнь Чжоу ориентировался на творчество танских и северосунских поэтов. В свои 30 лет в Сучжоу он уже стал довольно известным литератором и каллиграфом. В истории он сохранился как человек очень уравновешенный, справедливый и сочувствующий простым людям, самым большим желанием которого было, чтобы при императорском дворе служило как можно больше справедливых чиновников, способных обеспечить достойную жизнь своему народу. Шэнь Чжоу высоко почитался в Сучжоу, и пользовался уважением у местных чиновников, его имя знали даже в столице. Сохранились предания о его доброте, о том, как он в холодные зимние дни отмечал дома, над которыми не поднимался дым от очага, и посылал туда слугу с деньгами, а также предания о его сыновней почтительности, как он ухаживал за матерью, повсюду сопровождал её, сам приносил ей воду, и в итоге она дожила до ста лет. Шэнь Чжоу сам дожил до глубокой старости, скончавшись в возрасте 82-х лет.

## Творчество

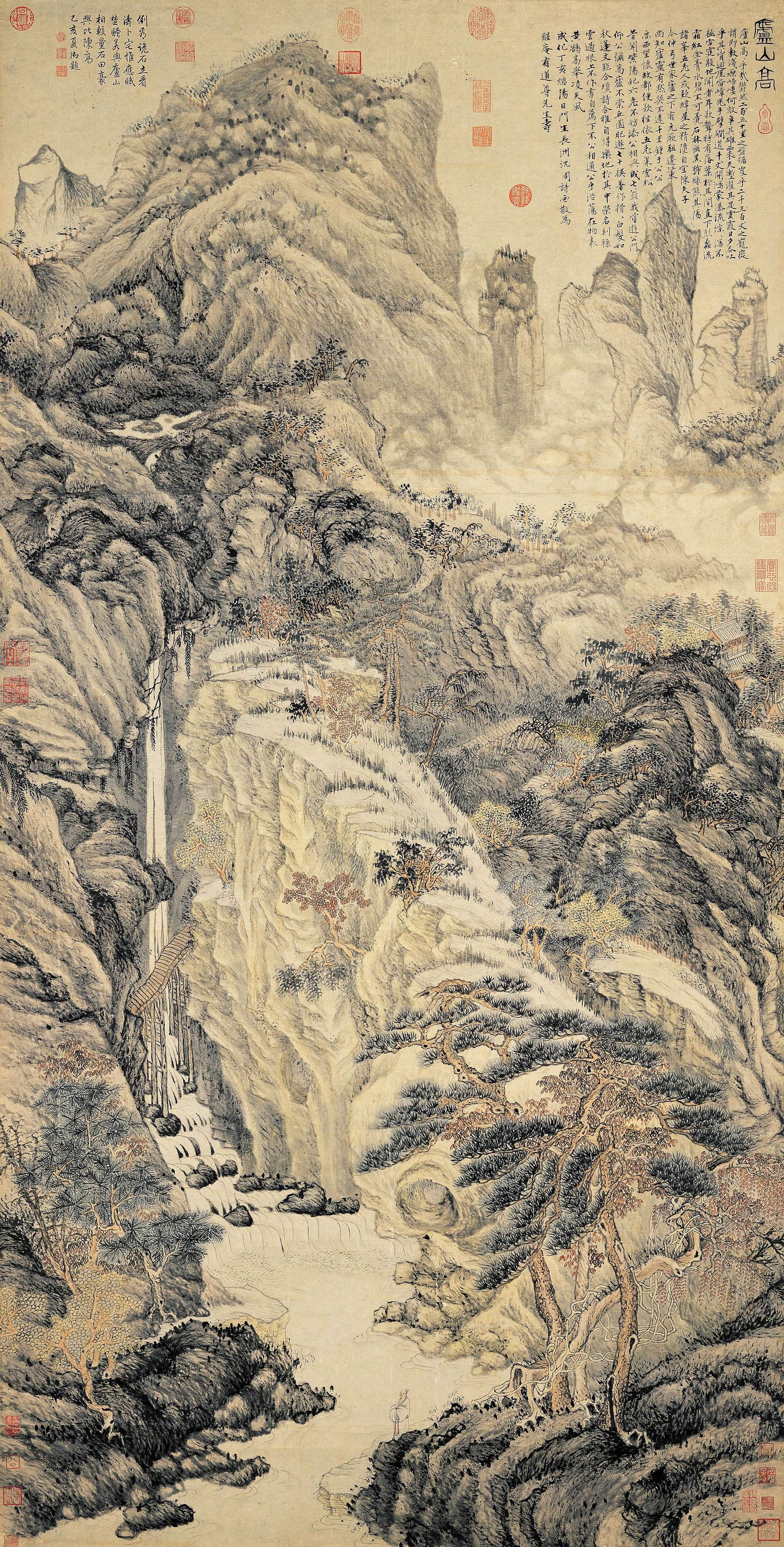
Шэнь Чжоу. Величественная гора Лу. Вертикальный свиток в стиле Ван Мэн, тушь и краски на шелке, 1467 г., 193,8 × 98,1 см. Гугун, Тайбэй.

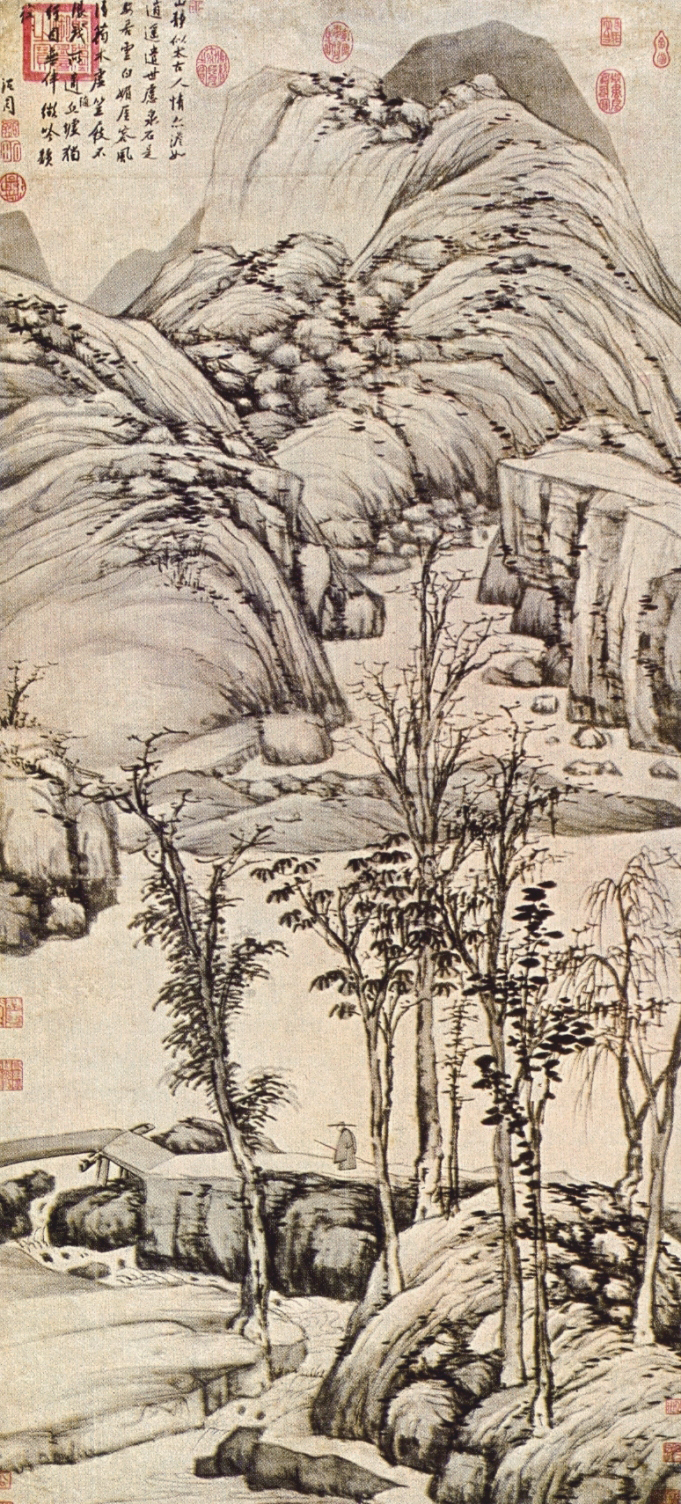
Шэнь Чжоу. Путник с посохом. Бумага, тушь (стиль Ni Zan), 159,1 × 72,2 см. Гугун, Тайбэй.

Начав заниматься искусством со своими первыми учителями, отцом и дядей, Шэнь Чжоу увлёкся живописью учёных (вэньжэньхуа), в особенности творчеством Четырёх великих мастеров эпохи Юань (Хуан Гунван, Ни Цзань, Ван Мэн и У Чжэнь). К сорока годам он изучил их мастерство в деталях (воспроизводил работу их кисти до тех пор, пока не достиг лёгкости и непринуждённости). В качестве примера можно привести две его работы из Национального дворцового музея, Тайбэй — «Путник с посохом» и «Величественная гора Лу» (1467 г.). В первой работе видно несомненное влияние Ни Цзаня и в построении композиции, и в деталях, например, в изображении деревьев. Но структура гор отсылает к произведениям Дун Юаня. Вторая картина, «Величественная гора Лу», следует манере Ван Мэна и в композиции и в работе кисти. Картина была написана в качестве подарка к дню рождения его учителя Чэнь Куаня, поэтому к ней приложена длинная поэма, и с особенной тщательностью выписаны детали. Гора Лу находится в северной части провинции Цзянси, с её вершины можно видеть реку Янцзы, но Шэнь Чжоу там никогда не был. Как всякий живописный подарок в Китае, картина имеет скрытый смысл: художник хотел иносказательно показать твёрдый характер и достоинства своего учителя путём его сравнения с величественной горой. Написав огромные горные массы покрытые деревьями и зеленью, художник в самом низу искусно поместил фигурку человека, восхищающегося открывшимся грандиозным видом. Эта картина является, пожалуй, самым известным произведением Шэнь Чжоу. Столь подчёркнутое внимание к мелким деталям и богатство вариаций в композициях горных масс и деревьев редко встречаются в других работах художника.
Историки искусства видят заслугу Шэнь Чжоу в том, что в то время как в минской живописи доминировали стили поздней Сун, он возродил искусство Четырёх великих мастеров эпохи Юань, и ввёл в широкое употребление их приёмы работы кистью и общей организации картины. Это был своего рода переворот. Именно эти принципы в первую очередь отличают «школу У» от «школы Чжэ». Однако художник апеллировал также к творчеству Ми Фэя, его сына Ми Южэня, и даже к более ранним Дун Юаню и Цзюйжаню. Шэнь Чжоу продолжил традицию поэтических надписей на картине, позволяющих художнику дополнительно выразить свои чувства. Сочетание монохромного пейзажа, каллиграфии и поэтических излияний художника усиливало воздействие произведения на зрителя.
В возрасте от сорока до шестидесяти лет Шэнь Чжоу продолжал работать в кругу тех принципов, которым учился у своих любимых художников, перечисленных выше, но каждый раз, имитируя их манеру, он добавлял что-то своё. После шестидесяти лет наработанную технику он трансформировал в собственный стиль. Его поздние работы — «Пейзаж в манере Дуна и Цзюя»(1473 г., Гугун, Пекин), отсылающий зрителя к Дун Юаню и Цзюй Жаню, «Пейзаж в манере Ни Цзаня» (1479 г., Гугун, Пекин), "Копия «Жилища в горах Фучунь» Хуан Гунвана (1487г) — все эти свитки демонстрируют, как используя старые элементы картин и приёмы работы кистью Шэнь Чжоу создает современные и вполне самостоятельные вариации. В одной из своих последних работ — свитке длиною почти 9 метров «Пейзажи Цанчжоу», художник использует технические приёмы всех Четырёх великих мастеров Юань в безукоризненной комбинации, что является свидетельством полного овладения их творческими секретами. Возможно, он поступил так, чтобы придать свитку визуальное разнообразие и вызвать дополнительный зрительский интерес, но в итоге «узоры», созданные игрой кисти, своей самоценностью перевешивают сам ландшафт. В надписи на свитке он критически высказывается о тех своих современниках, которые изучают Дун Юаня и Цзюй Жаня и в то же время стремятся избежать правдивого отображения пейзажа. Его призывы к овладению разными манерами старых мастеров пейзажа помогли художникам позднего периода династии Мин воплощать форму без ущерба для содержания.

Шэнь Чжоу. Пейзажи Цанчжоу. 1506-09гг. Гугун, Пекин.

Искусно сочетая стихи, эссе, каллиграфию и живопись Шэнь Чжоу писал горы и реки родных мест, сады и парки своих знакомых и близких, собрания и вечеринки своих друзей, и выражал своё отношение ко всем сторонам жизни. Эти произведения не являлись натуралистическими зарисовками происходящих событий, скорее они выражали мысли и чувства художника традиционным для искусства интеллектуалов образом. Благодаря усилиям Шэнь Чжоу живопись учёных (вэнжэньхуа) постепенно обрела значительно более широкую аудиторию, чем ранее.

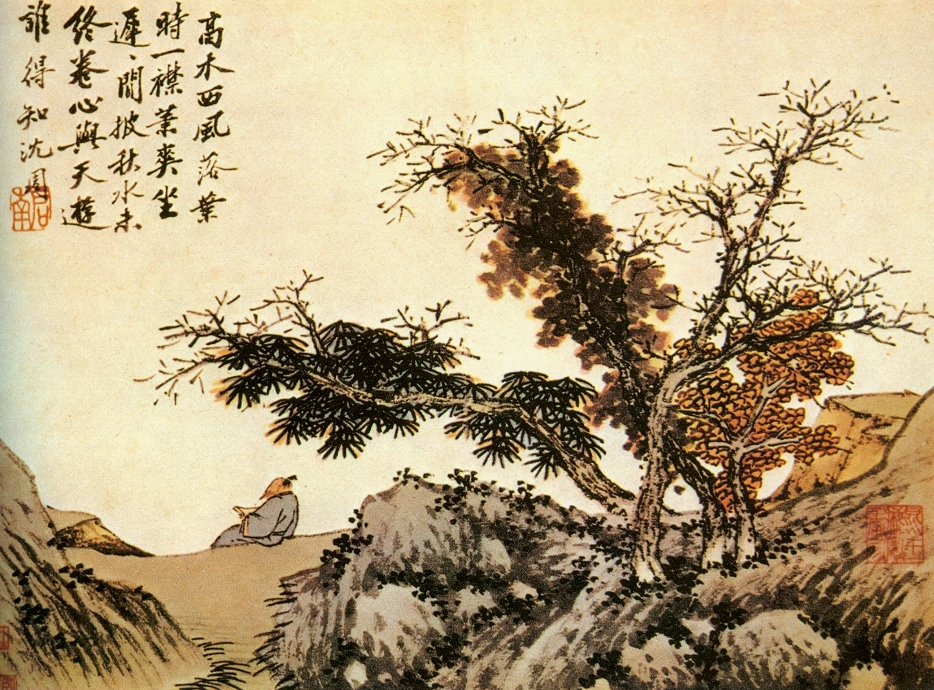
Шэнь Чжоу. Чтение среди осенней природы. Альбомный лист, тушь на бумаге, 1487 г., 36,8 × 85,5 см. Гугун, Пекин.

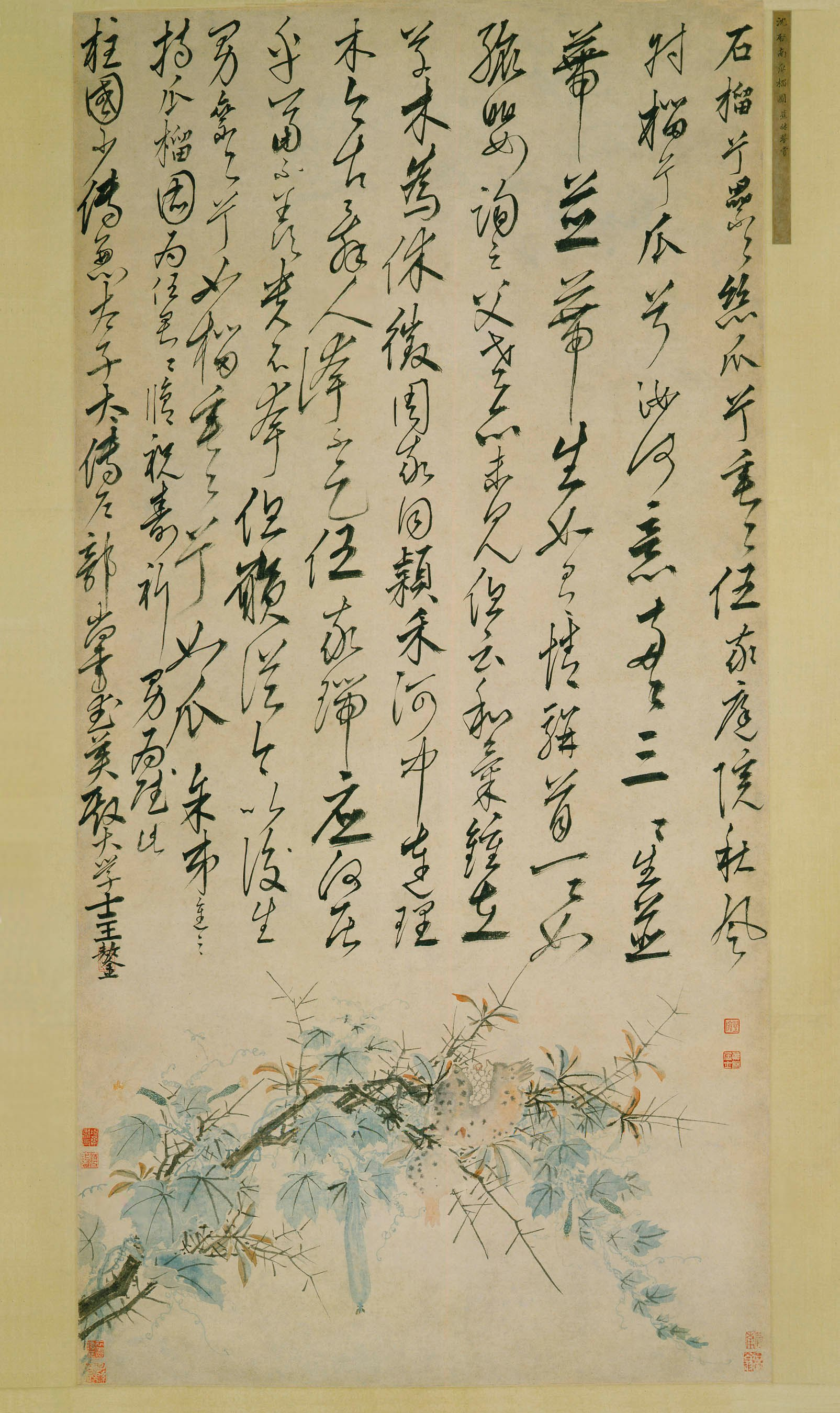
Шэнь Чжоу и Ван Ао. Поэма о гранате и люфе. 1506-09. Институт искусств, Детройт.

Одной из излюбленных тем художника было изображение поэта наедине с природой; он неоднократно и в разных вариациях обращался к этой теме. Его очень занимал волнующий момент единения человека и природы, порождающий поэтические чувства. Например, на альбомном листе «Чтение среди осенней природы» (Гугун, Пекин) он изобразил самого себя с книгой на фоне пейзажа. Созерцательное настроение картины развивается в его поэтической надписи:
Высокие деревья под западным ветром теряют листья.
Я расстегнул ворот своей одежды.
Я сижу, пропуская мимо себя время.
Бездумно поворачиваюсь спиной к осеннему ручью.
Я не оканчиваю моего чтения.
Мой дух ушёл блуждать к небесам, кто может его узнать?
Любуясь красотами окружающих гор и рек, художник нередко проводил в созерцании дни и ночи. Обобщенный образ ученого мужа, постигающего в единении с природой загадки бытия и мироздания, Шэнь Чжоу запечатлел в картине «Играющий на цине», хранящейся ныне в музее города Осака в Японии. Художнику несомненно близок его герой, можно сказать, что в какой-то степени это автопортрет самого мастера. Небольшая фигура органично слита с окружающим ее ландшафтом, являясь его равноправной частью, как деревья или скалы. На свободном от изображения пространстве картины Шэнь Чжоу поместил поэтический текст, написанный изящным каллиграфическим почерком:
В руках моих цинь, а в небе луна,
Я трогаю струны, любуясь луной.
Свеж ветерок, и ярка луна,
Я чувствую, словно бессмертен я…
Но время уходит, садится луна,
И в котелке уж остыло вино.
Шэнь Чжоу с удовольствием работал и в жанре «цветы-птицы», более того, он занимает видное место в развитии этого жанра в рамках живописи учёных. Его произведения с этой тематикой в виде альбомов или отдельных листов довольно многочисленны. Например, на листе из Музея искусств, Детройт «Гранат и люфа» строгими мазками туши изображены ветви граната, и нежными размывами голубоватой краски листья и стебель люфы. Рисунок сопровождает поэма, написанная учёным и государственным деятелем Ван Ао. Этот лист в качестве подарка предназначался их общему другу У Чуньхуну. Как обычно в подарочном произведении есть скрытый символический смысл — плод граната, с лопнувшей кожурой, под которой видны семена, является намёком на плодородие, продолжение рода, и выражает пожелание господину У Чуньхуну обрести долгожданного сына. Шэнь Чжоу часто любил изображать отдельную птицу или отдельный цветок — это придавало его произведениям особую простоту и чистоту. Он также любил накладывать краски в несколько слоёв, и это придавало его произведениям необычную рельефность.
В свои 80 лет художник написал автопортрет, на котором можно видеть старца с добрым и умным лицом. Исследователи видят в этом произведении признаки, сближающие его с типом погребального портрета, связанного с культом предков. Как и погребальные портреты, он выполнен по правилам физиогномики, и призван выражать конфуцианские этический и эстетический идеалы. Об этом говорят и сделанные художником надписи: «Люди найдут, что изображённые мною глаза малы, а лоб слишком узок. Но я не знаю даже моих достоинств. Как же выразить мне свои недостатки? Сходство — стоит ли его почитать? Единственная вещь, которой я боюсь, это не дать в полной мере выявиться истине».
Независимая и чистая жизнь Шэнь Чжоу и его достижения в живописи поэзии и каллиграфии были феноменом, оказавшим глубокое влияние на несколько поколений художников. Его считают основателем Школы У, он обрёл множество последователей и подражателей, среди которых наиболее талантливым является Вэнь Чжэнмин.
Сохранилось порядка 460 произведений, которые так или иначе связывают с именем Шэнь Чжоу (по данным Index to Ming Dinasty Chinese Paintings Джеймса Кэхилла; по данным проф. М.Е Кравцовой ок. 200 произведений). Сохранились также литературные труды мастера — собрание сочинений «Ши тяньцзи» (Собрание произведений каменного поля) и отдельные сборники стихов.